# San Miguel las Minas
San Miguel las Minas är en ort i Mexiko.   Den ligger i kommunen Izúcar de Matamoros och delstaten Puebla, i den sydöstra delen av landet, 130 km sydost om huvudstaden Mexico City. San Miguel las Minas ligger 1 211 meter över havet och antalet invånare är 873.
Terrängen runt San Miguel las Minas är lite kuperad. Runt San Miguel las Minas är det glesbefolkat, med 17 invånare per kvadratkilometer. Närmaste större samhälle är Izúcar de Matamoros, 16,3 km nordväst om San Miguel las Minas. I omgivningarna runt San Miguel las Minas växer huvudsakligen savannskog.